# GRAP
El GRAP es un equipo de fútbol de Portugal que juega en el Campeonato de Portugal, la tercera categoría de fútbol en el país.

## Historia
Fue fundado el 11 de julio de 1940 en la fregesía de Poutos del Distrito de Leiría. Desde su fundación forma parte de la Asociación de Fútbol de Leiria y está inscrito ante la Federación Portuguesa de Fútbol con el número 2384; y cuenta con secciones en varios deportes como fútbol 7, fútbol playa y fútbol sala en varias categorías.
Sus participaciones se limitan principalmente a las competiciones distritales y fue hasta la temporada 2018/19 que participa por primera vez en un torneo nacional cuando clasifica a la Copa de Portugal donde fue eliminado en la segunda ronda por 2-4.
En la temporada 2019/20 logra el ascenso al Campeonato de Portugal y con ello su primera aparición en las ligas nacionales a pesar de terminar en segundo lugar de la liga distrital debido a que el campeón fue el equipo filial del AC Marinhense.